# Region Kitikmeot
Kitikmeot (in. ᕿᑎᕐᒥᐅᑦ) – region w kanadyjskim terytorium Nunavut. Siedziba władz znajduje się w Cambridge Bay. Większość ludności regionu (88,3%) stanowią Inuici.
Region ma 6 012 mieszkańców. Język angielski jest językiem ojczystym dla 60,2%, inuktitut dla 33,2%, francuski dla 0,4% mieszkańców (2011).